# گوئیدو آلبرتی
گوئیدو آلبرتی (انگلیسی: Guido Alberti؛ ۲۰ اوت ۱۹۰۹ – ۳ اوت ۱۹۹۶) بازیگر اهل ایتالیا بود. از فیلم‌هایی که وی در آن نقش داشته است می‌توان به از همسایه خود بدزد، ۱/۲ ۸، چی؟، دکامرون، دو مرد در شهر، دست‌ها روی شهر، ترس و عشق، با صدای بلند شلیک کن و بابی دیرفیلد اشاره کرد.